# Szlakiem Walk Majora Hubala
El Szlakiem Walk Majora Hubala (en español: Sendero del Mayor Hubal) es una carrera profesional de ciclismo en ruta por etapas que se realiza en Polonia, fue creada en el 2002 y desde el año 2005 recibió la categoría 2.1 dentro de los Circuitos Continentales UCI formando parte del UCI Europe Tour.

## Palmarés
| Año                               | Ganador           | Segundo               | Tercero               |
| --------------------------------- | ----------------- | --------------------- | --------------------- |
| Szlakiem Walk Majora Hubala       |                   |                       |                       |
| 2000                              | Cezary Zamana     |                       |                       |
| 2001                              | Tomasz Kłoczko    |                       |                       |
| 2002                              | Radoslav Romanik  | Raimondas Vilčinskas  | Sławomir Chrzanowski  |
| 2003                              | Marcin Gębka      | Piotr Zaradny         | Andris Nauduzs        |
| 2004                              | Kazimierz Stafiej | Grzegorz Żołędziowski | Wojciech Pawlak       |
| 2005                              | Tomasz Kiendyś    | Dawid Krupa           | Michal Krupik         |
| 2006                              | Tomasz Lisowicz   | Radoslav Romanik      | Serguéi Firsánov      |
| 2007                              | Tomasz Kiendyś    | Mateusz Komar         | Marcin Sapa           |
| 2008                              | Tomasz Kiendyś    | Wojciech Pawlak       | Wojciech Halejak      |
| 2009 edición no realizada         |                   |                       |                       |
| 2010                              | Tomasz Kiendyś    | Dariusz Batek         | Artur Przydział       |
| 2011-2015 ediciones no realizadas |                   |                       |                       |
| 2016                              | Eryk Latoń        | Bartłomiej Matysiak   | Alan Banaszek         |
| 2017                              | Maciej Paterski   | Kamil Zieliński       | Karol Domagalski      |
| 2018                              | Mateusz Taciak    | Filip Maciejuk        | Kamil Gradek          |
| Wyścig Mjr. Hubala-Sante Tour     |                   |                       |                       |
| 2019                              | Maciej Paterski   | Grzegorz Stępniak     | Stanisław Aniołkowski |

## Palmarés por países
| País    | Victorias |
| ------- | --------- |
| Polonia | 14        |